# Amaliagletsjer
De Amaliagletsjer, ook bekend als de Skuagletsjer, is een getijdegletsjer die zich in het Chileense Bernardo O'Higgins Nationaal Park bevindt. De gletsjer heeft zijn oorsprong in het Zuid-Patagonische ijsveld en heeft op dit moment een lengte van ongeveer 21 kilometer. Tussen 1945 en 1986 trok de gletsjer zich al 7 kilometer terug, waarmee het samen met de O'Higginsgletsjer een van de snelst smeltende gletsjers is van het vernoemde ijsveld. De gletsjer omringt gedeeltelijk de Reclusvulkaan, waarvan de noordelijke flank zwaar te lijden heeft van erosie door de schuivende ijsmassa.
De Amaliagletsjer is tegenwoordig een belangrijke toeristische bestemming in het zuiden van Chili (Patagonië), cruiseschepen varen het Amaliafjord in tot bij de ijstong van de gletsjer.